# Jochpilze
Die Einteilung der Lebewesen in Systematiken ist kontinuierlicher Gegenstand der Forschung. So existieren neben- und nacheinander verschiedene systematische Klassifikationen. 
Das hier behandelte Taxon ist durch neue Forschungen obsolet geworden oder ist aus anderen Gründen nicht Teil der in der deutschsprachigen Wikipedia dargestellten Systematik.

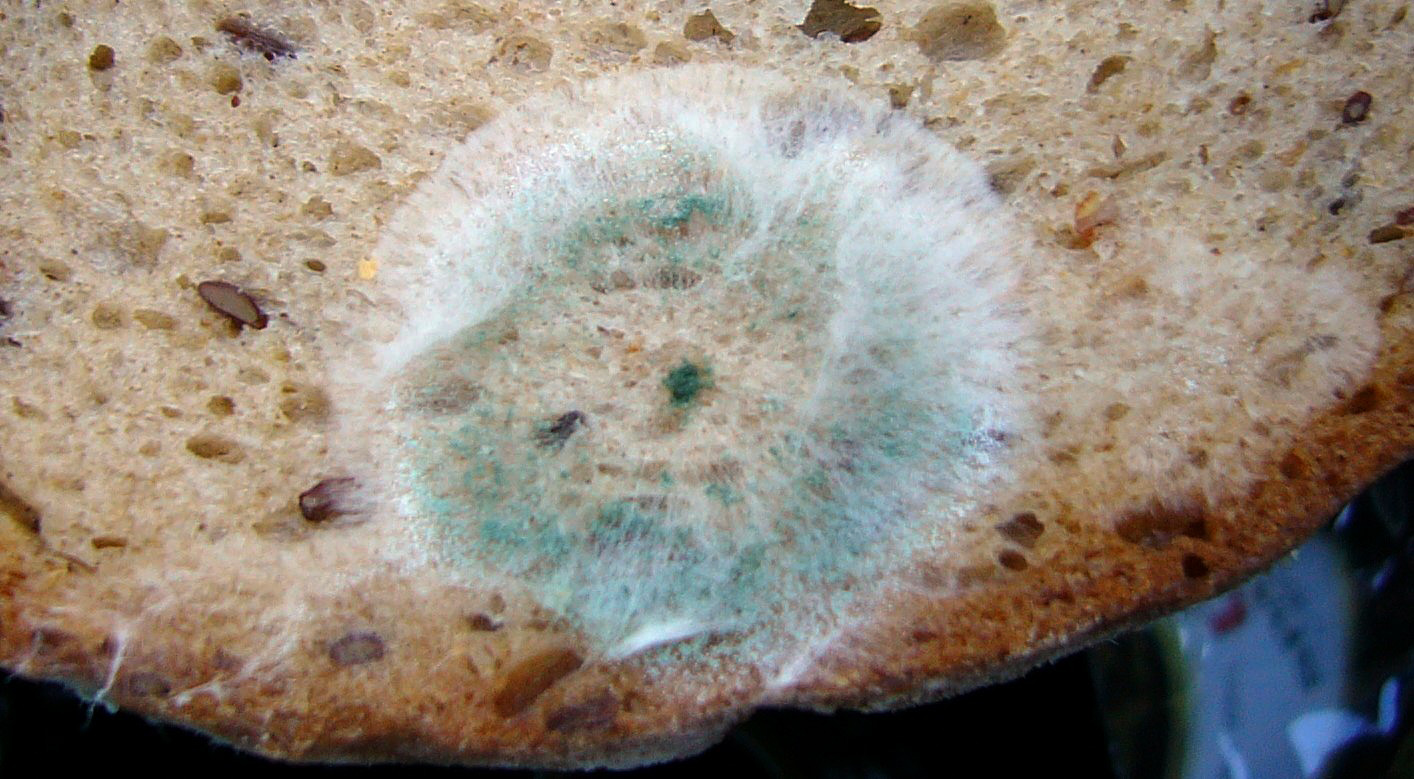
Ein Jochpilz auf einer Brotscheibe

Die Jochpilze, Zygomyzeten oder Zygomycota bildeten bis 2007 eine Abteilung innerhalb des Reichs der Pilze. Sie sind nach den bei der geschlechtlichen Vermehrung auftretenden jochartigen Strukturen benannt.
Ob die Jochpilze eine natürliche Gruppe bilden, ist umstritten. Möglicherweise handelt es sich um ein paraphyletisches Taxon; es umfasst dann nicht alle Nachkommen ihres letzten gemeinsamen Vorfahren. Die engsten Verwandten der Jochpilze sind nach heutigem Kenntnisstand entweder die Töpfchenpilze (Chytridiomycota) oder die von Schlauchpilzen (Ascomycota) und Ständerpilzen (Basidiomycota) gebildete Gruppe Dikarya.

## Aufbau

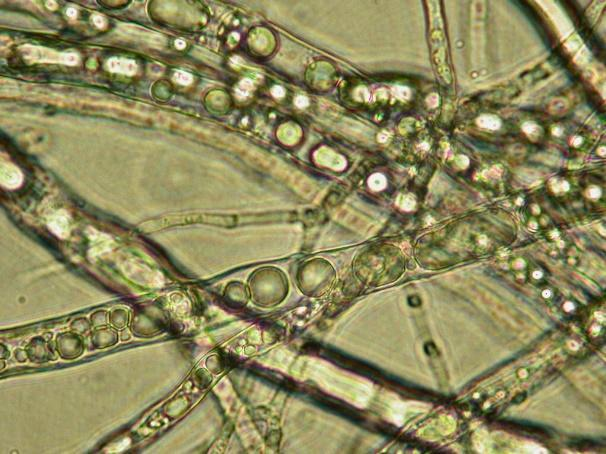
Unseptierte Hyphen eines Jochpilzes

Wie die meisten Pilze bilden die Jochpilze ein verzweigtes Myzel aus mikroskopisch feinen Fäden, den Hyphen, welches sich im Erdreich oder in bzw. auf einem anderen Substrat ausbreitet oder – bei parasitischen Arten – in Wirtsorganismen einwächst. Im Unterschied zu den Ständerpilzen und Schlauchpilzen sind die Hyphen der Jochpilze zumeist nicht durch Trennwände (Septen) in Zellen untergliedert, sondern vielkernig (coenocytisch). Nur die der Fortpflanzung dienenden Sporangien sind durch Septen abgetrennt. Das Myzel ist oft über zahlreiche Rhizoide im Substrat oder auf dem Wirt verankert. Diese können ihrerseits durch Laufhyphen miteinander verbunden sein. Wie auch bei den Schlauchpilzen (Ascomyceten) und den Ständerpilzen (Basidiomyceten) enthalten die Zellwände Chitin.

## Ökologie
Jochpilze leben sowohl saprobiontisch, das heißt auf abgestorbenen Pflanzen- oder Tierresten, Samen oder Früchten, als auch parasitisch. Die saprobiontischen Arten ernähren sich von aus der Umgebung aufgenommenen Substanzen, wobei sie Makromoleküle durch ausgeschiedene Enzyme aufschließen. Die Wirte der parasitischen Arten können Tiere, Pflanzen oder auch andere Pilze sein.
Eine hoch entwickelte und sehr spezielle Form des Parasitismus ist der Fusionsparasitismus der Mucorales-Arten, dessen Opfer Pilze derselben Ordnung sind.
Einen besonders interessanten Fall bilden die Pilze der Art Zoophagus tentaclum: Sie lassen sich ohne Übertreibung als fleischfressende Pilze bezeichnen. Dazu bilden sie aus Hyphen bestehende kleine Schlingen, in denen sich zum Beispiel Fadenwürmer verfangen können. Durch Berührungsreize zieht sich die Schlinge zu, hindert ein Entkommen der Beute und wächst dann langsam in das Opfer ein, das nun nach Pilzart durch kräftige Enzyme von innen zersetzt wird. Andere Pilzarten setzen klebrige Strukturen zum Beutefang ein. Durch das häufige Vorkommen in stickstoffarmen Böden ist es wahrscheinlich, dass wie auch bei den meisten fleischfressenden Pflanzen die Beute weniger zur Gewinnung von Stoffwechselenergie, sondern mehr zum Ausgleich des Stickstoffhaushalts gefangen wird.
Daneben gehen manche Jochpilze symbiotische Lebensgemeinschaften mit Pflanzen ein, sie wirken als Mykorrhizae. Das bedeutet, dass sie der Pflanze an deren Wurzeln bei der Aufnahme von Nährstoffen aus dem Boden behilflich sind und als Ausgleich dafür von dieser Photosynthese-Produkte wie etwa energiereiche Kohlenhydrate erhalten. Daneben wehren Mycorrhizae oft andere Pilze ab, die ihre Wirtspflanze als Parasiten befallen könnten. Auch der oben beschriebene Fang von pflanzenschädigenden Fadenwürmern kann dieser Funktion dienen.

## Verbreitung
Jochpilze sind fast ausnahmslos landlebend. Sie finden sich in den Böden aller Kontinente mit möglicher Ausnahme der Antarktis. Parasitische Arten sind naturgemäß auf das Verbreitungsgebiet ihres Wirtes beschränkt.

## Fortpflanzung

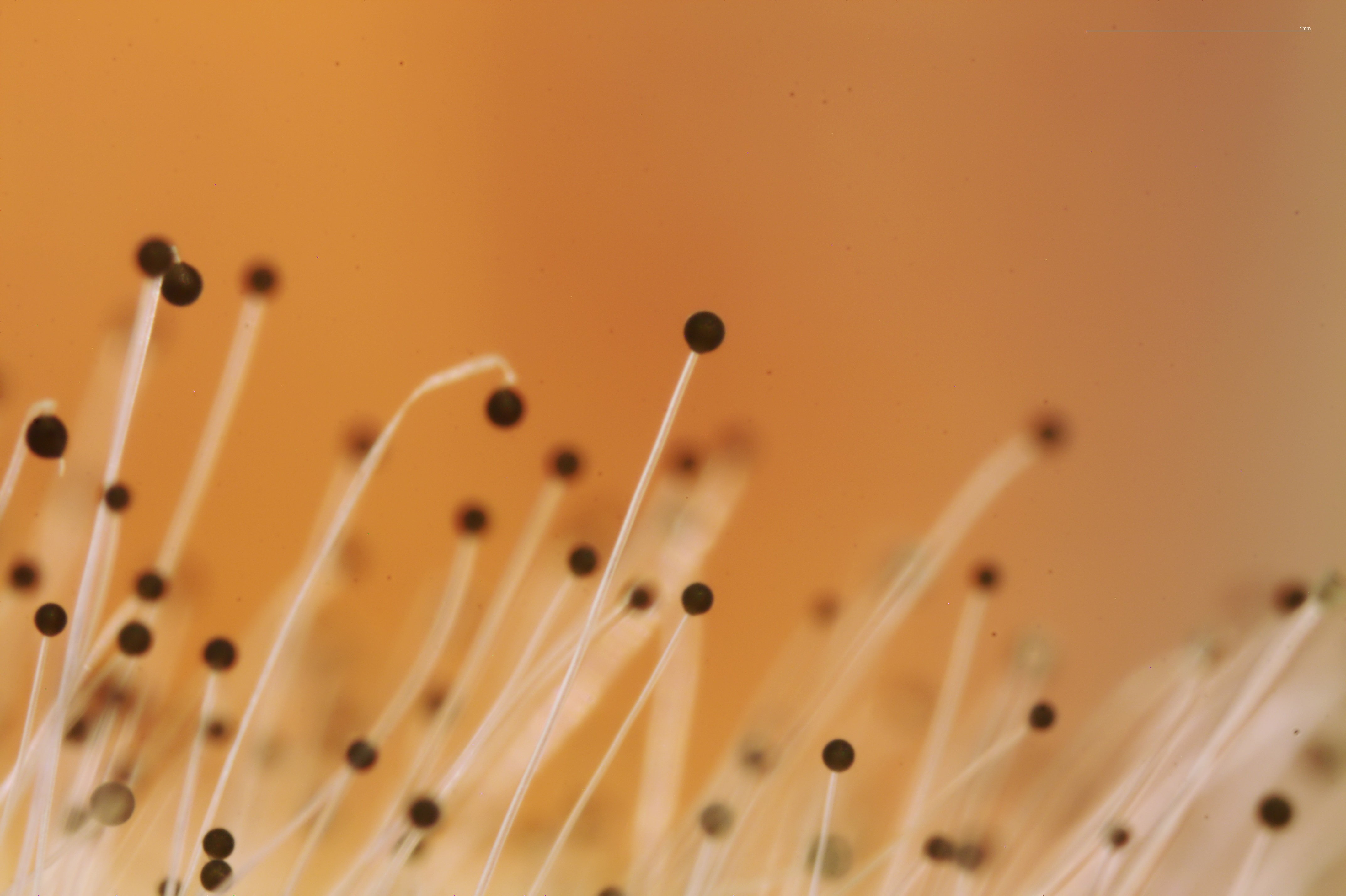
Sporangien eines Jochpilzes

Jochpilze können sich sowohl ungeschlechtlich als auch geschlechtlich vermehren. Mit Ausnahme der bei der geschlechtlichen Fortpflanzung auftretenden Zygosporen sind sie haploid, besitzen also nur einen einfachen Chromosomensatz.
Bei der ungeschlechtlichen Vermehrung werden in spezialisierten Strukturen, den Sporangien, Sporen gebildet, die einzeln durch den Wind oder tierische Überträger verbreitet, manchmal auch als Sporenpaket regelrecht abgeschossen werden. Aus ihnen entwickelt sich bei geeigneten Verhältnissen wieder ein mit dem Ausgangsorganismus genetisch identisches Individuum. Die ungeschlechtlichen Fortpflanzungsstrukturen, auch Anamorphen genannt, sind innerhalb der Jochpilze extrem vielfältig ausgebildet.
Dagegen ist die geschlechtliche Fortpflanzung, bei der es zur Rekombination der genetischen Information zweier Organismen kommt, verhältnismäßig einheitlich. Die beiden Individuen müssen allerdings einem unterschiedlichen Paarungstyp, einer Art „Pilzgeschlecht“, angehören, der sich aber meist äußerlich nicht bestimmen lässt und daher auch nicht als männlich oder weiblich, sondern schlicht als Plus- oder Minus-Typ bezeichnet wird. Dieser Fortpflanzungsmechanismus wird als Heterothallie bezeichnet. Bei den Jochpilzen kommt jedoch auch der Mechanismus der Homothallie vor.

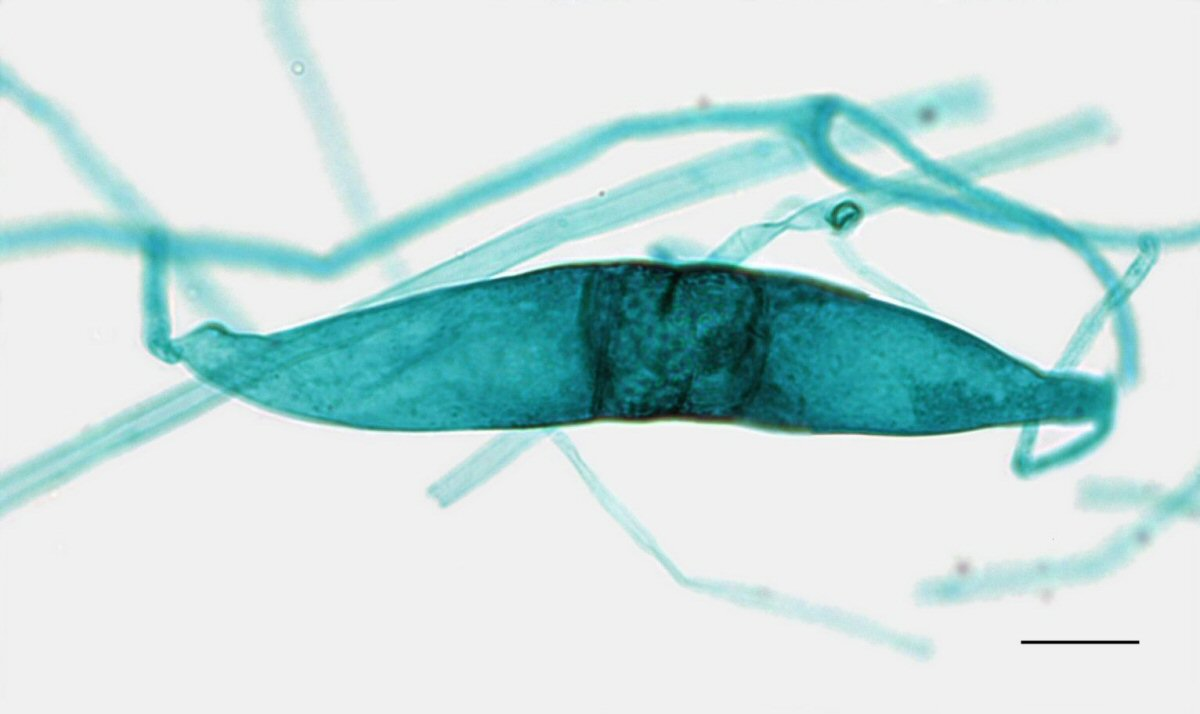
Das namengebende Joch: Verschmelzung zweier Gametangien. Der Balken misst 0,1 mm.

Eingeleitet wird der als Konjugation bezeichnete Prozess durch Pheromone genannte Botenstoffe. Zwischen den beteiligten Hyphen bilden sich nun jochartige Brücken aus: Dazu wachsen zunächst aus beiden Zellfäden spezielle Strukturen, die Gametangien heraus und aufeinander zu. Berühren sich diese, wachsen sie überraschend voneinander weg, aber nur um durch eine Schleifendrehung umso sicherer wieder aufeinanderzutreffen. Es kommt dann erst zu einer Schwellung an der Berührungsfläche, darauf löst sich dort die Trennwand auf und es kommt zur Plasmogamie, das heißt, die Zellplasma-Anteile der Gametangien fließen zusammen, während die zahlreichen ursprünglich in diesen enthaltenen Zellkerne vorerst noch voneinander getrennt bleiben.

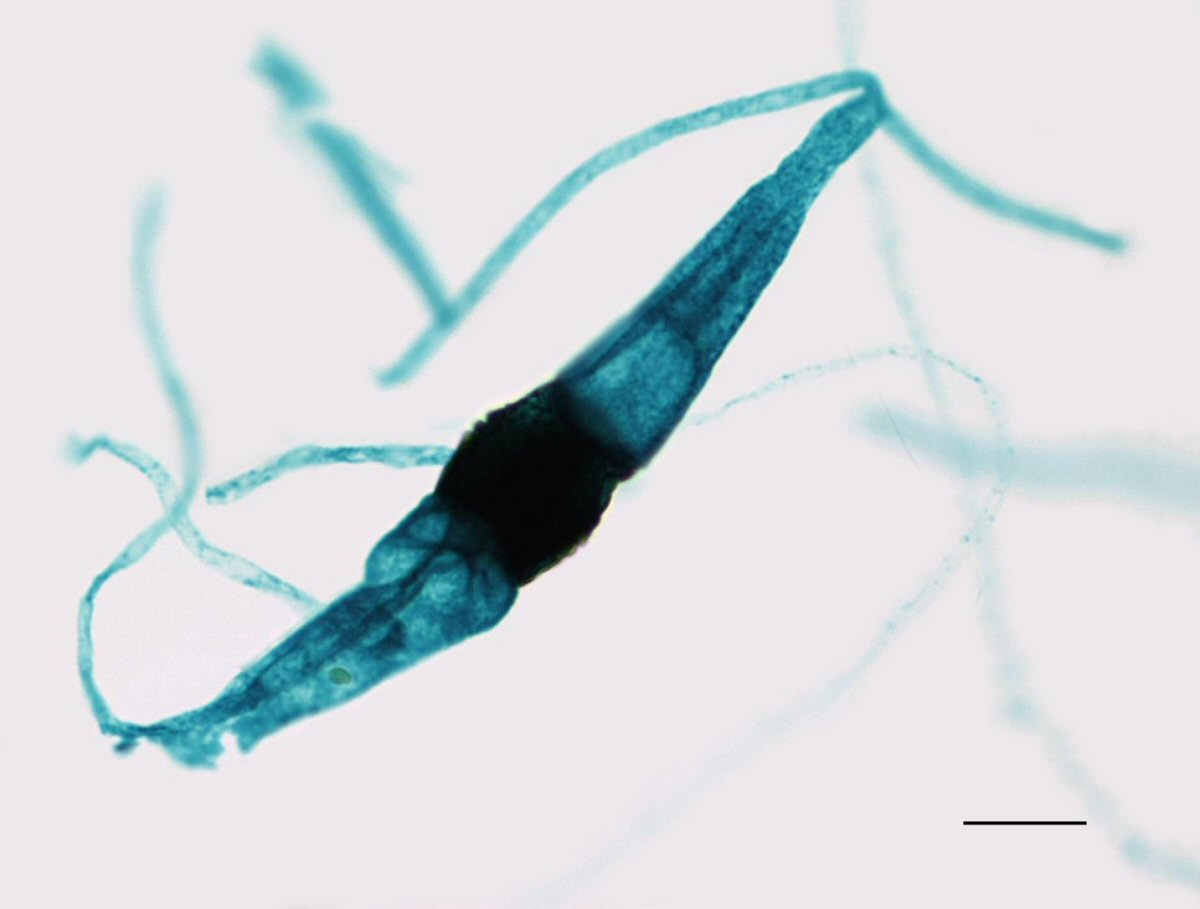
Späteres Stadium mit einer unreifen Zygospore in der Mitte.

Die Schwellung kapselt sich jetzt durch zwei Trennwände von den Gametangien ab und entwickelt sich zur für die Jochpilze charakteristischen Zygospore weiter, einem gegen widrige Umwelteinflüsse gut gerüsteten kugelförmigen, dickwandigen schwarzen Sporenbehälter. Der Name Zygospore für diese Struktur ist etwas irreführend, da es sich bei ihr eigentlich nicht um eine Spore im engeren Sinne handelt. Diese Zygospore ist zunächst noch durch die jetzt Suspensoren genannten ehemaligen Gametangien mit den „Elternorganismen“ verbunden. Die aus Suspensoren und Zygospore bestehenden geschlechtlichen Fortpflanzungsstrukturen heißen im Gegensatz zu den oben angesprochenen Anamorphen auch Teleomorphen.
Innerhalb der Zygospore findet schließlich zwischen je zwei Kernen die Kernverschmelzung (Karyogamie) statt, der aber fast immer sofort die Meiose genannte Reifeteilung folgt, so dass der durch zwei vollständige Chromosomensätze charakterisierte diploide Zustand im Lebenszyklus der Jochpilze nur äußerst kurz andauert. Die neu entstandenen haploiden Tochterkerne werden nun mit etwas Zellplasma als haploide Geschlechtssporen „verpackt“ und bei geeigneten Umweltbedingungen freigesetzt.

## Systematik
Phylogenetische Studien haben ergeben, dass die Jochpilze keine natürliche Verwandtschaftsgruppe sind. Daher wurden die Jochpilze 2007 als Taxon – möglicherweise vorläufig – aufgelassen, und ihre Ordnungen auf mehrere Abteilungen und Unterabteilungen aufgeteilt. Vergleiche hierfür Systematik der Pilze.
Die etwa 1000 bekannten Arten teilen sich in zwei Klassen auf, die weiter in zwölf Ordnungen untergliedert werden:
- Die Zygomycetes sind die größere der beiden Klassen mit acht Ordnungen:
  - Basidiobolales
  - Dimargaritales
  - Endogonales
  - Die nach dem Mycologen Kickx benannten Kickxellales zeigen eine für Jochpilze ungewöhnliche Eigenschaft, septierte Hyphen. Ihre ungeschlechtlichen Fortpflanzungsvorrichtungen, die Anamorphen, sind zum Teil hochkomplex.
  - Mortierellales
  - Die Mucorales sind fast ausschließlich Saprobionten, leben also von totem Material. Zu ihnen gehört auch der Gemeine Brotschimmelpilz (Rhizopus stolonifer), der nicht nur Brot, sondern als Wattefäule auch Früchte wie beispielsweise Erdbeeren befällt, und andere Rhizopus-Arten sowie Mucor-Arten und die Gattung[4] Absidia. Eine besonders interessante Gruppe bilden die Hutwerfer (Pilobolus), die ihre Vermehrungssporen gezielt über zwei Meter weit in Richtung des Sonnenlichtes schießen können und dazu über ein effektives Photorezeptor-System verfügen.
  - Auch die Zoopagales leben meist als Parasiten; hier sind die Wirte meist Amöben, Fadenwürmer oder andere Protisten und Kleintiere, aber auch andere Pilze zählen zu ihren Opfern. Die oben angeführte „fleischfressende“ Art Zoophagus tentaclum gehört zu dieser Ordnung.

- Die Trichomycetes leben fast alle kommensal, das heißt ohne Auswirkungen auf den Wirtsorganismus, selten auch parasitisch im Körperinneren von Gliederfüßern (Arthropoda) wie Insekten (Insecta), Tausendfüßern (Myriapoda) oder Krebstieren (Crustacea). Zu ihnen gehören vier Ordnungen und sieben Familien:
  - Die Harpellales,
  - die Asellariales und
  - die Eccrinales gelten als eng miteinander verwandt.
  - Die Amoebidiales bilden dagegen eine recht obskure und umstrittene Gruppe.